# 내분비학
내분비학(內分泌學, 영어: endocrinology)는 내분비계통, 호르몬, 및 관련 질환 등을 연구하는 생물학, 약리학, 내과학 등의 한 갈래이다. 선학(腺學, Adenology)이라고도 한다.

## 역사
내분비학의 최초의 연구는 중국에서 시작되었다. 성호르몬과 뇌하수체 호르몬을 인간의 소변으로부터 분리하여 기원전 200년 경 의학 목적으로 사용하고 있었다.

## 같이 보기
- 내분비계통
- 호르몬
- 신경내분비학